# Tulio Febres Cordero
Tulio Febres Cordero é um município da Venezuela localizado no estado de Mérida.
A capital do município é a cidade de Nueva Bolivia.